# Guglielmo Guastaveglia
Guglielmo Guastaveglia dit Guasta,  né le 6 avril 1889 à Rome et mort le 18 février 1985 dans la même ville, est un dessinateur, journaliste et écrivain italien. Il a été le rédacteur en chef du journal satirique Il Travaso delle Idee (it) de 1921 à 1926, période au cours de laquelle la revue s'est vendue à plus de 300 000 exemplaires ; il a également été l'auteur et l'illustrateur en 1931 de la première bande dessinée de Mickey Mouse réalisée en Italie,,. 